# Austropusilla simoniana
Austropusilla simoniana é uma espécie de gastrópode do gênero Austropusilla, pertencente a família Raphitomidae.